# Bahía de Chosha
La bahía de Chosha (a veces golfo) (del ruso: Чёшская губа), Tchiochskaya guba es un profundo entrante del mar de Barents localizado en costa septentrional de la Rusia europea, de unos 135 kilómetros de ancho y unos 100 km de largo, que queda entre la orilla oriental de la península de Kanín y el continente. Justo enfrente de la bahía se encuentra la gran isla Kolguyev.